# Rollán
Rollán település Spanyolországban, Salamanca tartományban. Rollán Carrascal de Barregas, Galindo y Perahuy, Barbadillo, Canillas de Abajo, La Mata de Ledesma és Golpejas községekkel határos. Lakosainak száma 337 fő (2024).

## Népesség
A település népessége az elmúlt években az alábbi módon változott:
| Lakosok száma | 588  | 553  | 503  | 484  | 438  | 388  | 384  | 371  | 346  | 337  |
|               | 2001 | 2004 | 2007 | 2009 | 2012 | 2014 | 2017 | 2019 | 2022 | 2024 |